# Hana Elhebshi
Hana Elhebshi est une architecte libyenne et une militante pour les droits de l'homme et ceux des femmes. 
Durant la révolution libyenne, elle devient cyberactiviste, sous le pseudo Numidia, et reporte en ligne le siège de Tripoli et les meurtres commis par le régime de Mouammar Kadhafi. Pour diffuser ses informations, elle se met en relation avec des sites d'information dont Al Jazeera.
En 2012, elle reçoit de la part du département d'État des États-Unis, le prix international de la femme de courage pour « son activisme pour les droits de l'homme : pour son courageux engagement pour la liberté et celle de la liberté d'expression, la promotion des droits des femmes en temps de guerre et durant la transition en Libye ».

## Source
- (en) Cet article est partiellement ou en totalité issu de l’article de Wikipédia en anglais intitulé « Hana Elhebshi » (voir la liste des auteurs).